# 極速快感：集結
《極速快感：集結》是一款由騰訊遊戲旗下天美工作室群開發、美商藝電發行的開放世界競速手機遊戲，台灣、香港和澳門地區由Garena代理發行。
本作於2024年7月11日在中國大陸地區上線，台灣、香港和澳門地區於2024年10月31日上線，全球國際版上線時間未定。

## 外部連結
- 官方网站：中國大陸、台灣